# Het is
Het is è il secondo album in studio della cantante olandese Eefje de Visser, pubblicato il 30 agosto 2013.

## Tracce
Testi e musiche di Eefje de Visser.
1. Ongeveer – 4:42
2. Uit de lucht – 3:47
3. De bedoeling – 3:16
4. Nee joh – 3:48
5. Lise – 3:17
6. Er is – 3:16
7. Alles doen – 2:39
8. In het echt – 2:37
9. Sneller – 3:07
10. En – 4:35
11. Nu af aan – 2:45
12. Schip – 4:29

## Classifiche
| Classifica (2013-14) | Posizione massima |
| -------------------- | ----------------- |
| Belgio (Fiandre)     | 67                |
| Paesi Bassi          | 3                 |